# 纳迪娅·琴托尼

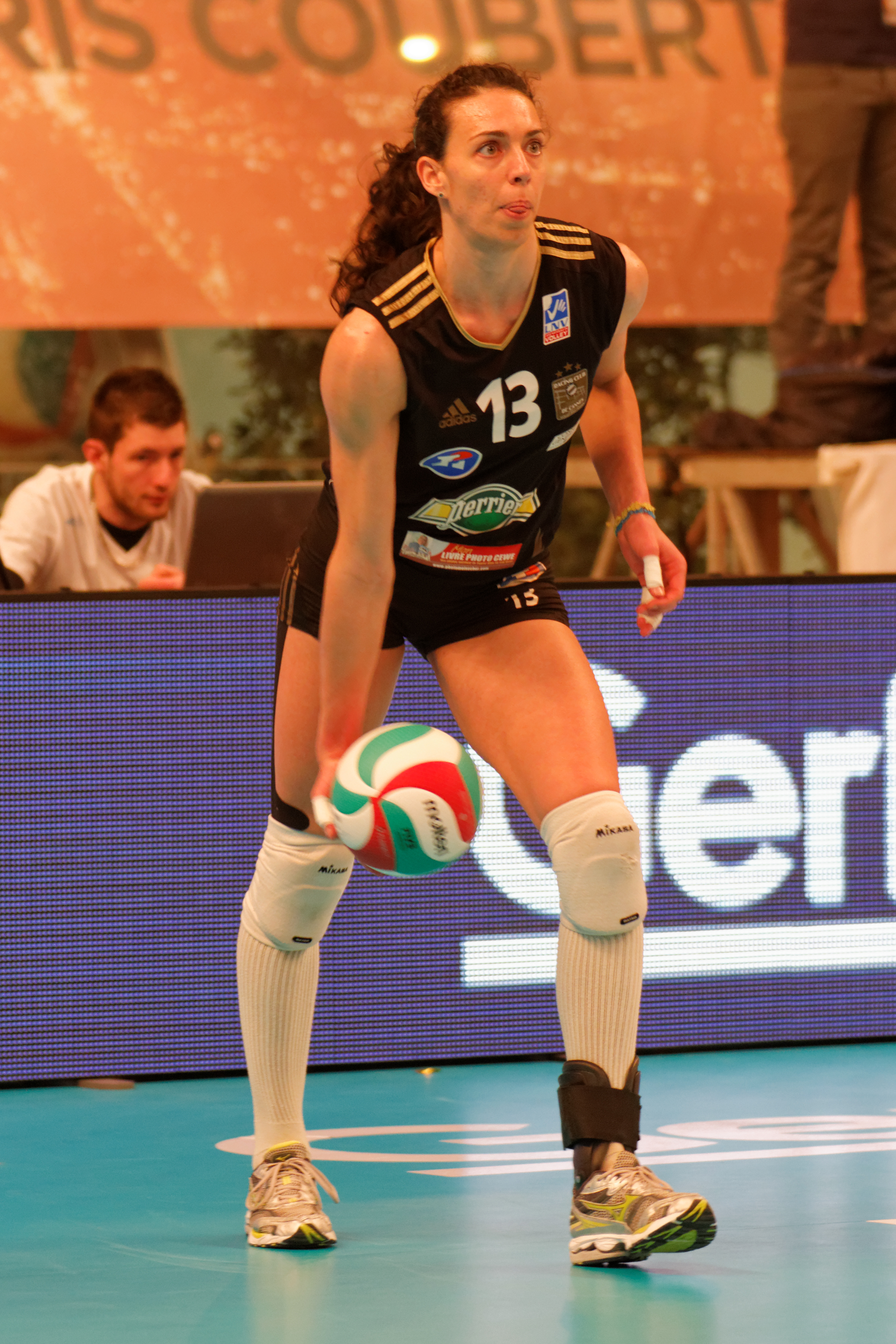
纳迪娅·琴托尼

纳迪娅·琴托尼（義大利語：Nadia Centoni，1981年6月19日—），意大利排球运动员。她曾代表意大利参加2004年、2008年和2016年夏季奥林匹克运动会排球比赛，均未能收获奖牌。